# Gottfried Diener
Gottfried Diener (Zürich, 1 november 1926 - Engelberg, 26 mei 2015) was een Zwitsers bobsleeremmer. Diener werd in 1954 en 1955 wereldkampioen in de viermansbob. Tijdens de Olympische Winterspelen 1956 won Diener de gouden medaille in de viermansbob. Diener was van 1965 tot en met 1999 voorzitter van de internationale kruisboogschietbond.

## Resultaten
- Wereldkampioenschappen bobsleeën 1954 in Cortina d'Ampezzo  in de viermansbob
- Wereldkampioenschappen bobsleeën 1955 in Sankt Moritz  in de viermansbob
- Olympische Winterspelen 1956 in Cortina d'Ampezzo  in de viermansbob

1924: Scherrer / Neveu / A.Schläppi / H.Schläppi ·
1928: Fiske / Tucker / Mason / Gray / Parke ·
1932: Fiske / Eagan / Gray / O'Brien ·
1936: Musy / Gartmann / Bouvier / Beerli ·
1948: Tyler / Martin / Rimkus / D'Amico ·
1952: Ostler / Kuhn / Nieberl / Kemser ·
1956: Kapus / Diener / Alt / Angst ·
1964: V.Emery / Kirby / Anakin / J.Emery ·
1968: Monti / De Paolis / Zandonella / Armano ·
1972: Wicki / Leutenegger / Camichel / Hubacher ·
1976: Nehmer / Babock / Germeshausen / Lehmann ·
1980: Nehmer / Musiol / Germeshausen / Gerhardt ·
1984: Hoppe / Wetzig / Schauerhammer / Kirchner ·
1988: Fasser / Meier / Fässler / Stocker ·
1992: Appelt / Schroll / Winkler / Haidacher ·
1994: Czudaj / Brannasch / Hampel / Szelig ·
1998: Langen / Zimmermann / Jakobs / Hampel ·
2002: Lange / Kühn / Kuske / Embach ·
2006: Lange / Hoppe / Kuske / Putze ·
2010: Holcomb / Mesler / Tomasevicz / Olsen ·
2014: Melbārdis / Dreiškens / Vilkaste / Strenga  ·
2018: Friedrich / Bauer / Grothkopp / Margis   ·
2022: Friedrich / Margis / Bauer / Schüller